# وتار

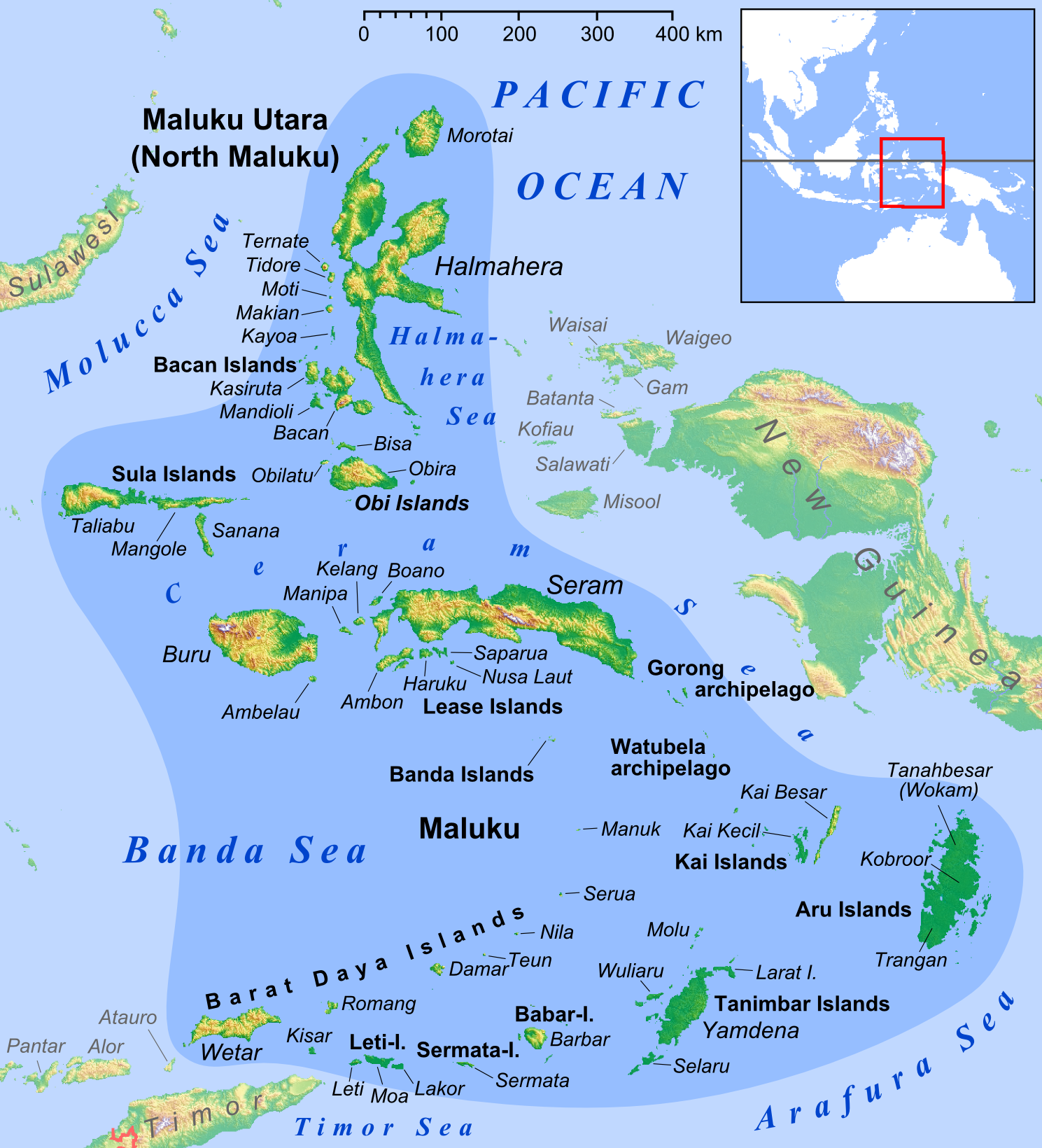
وتار در جنوب غربی جزایر ملوک به عنوان بخشی از جزایر برات دایا

وتار یک جزیره گرمسیری است که وابسته به استان ملوک اندونزی است و بزرگ‌ترین جزیره از جزایر Maluku Barat Daya (به معنای واقعی جزایر جنوب غربی) Regency جزایر Maluku است. این جزیره در شرق جزایر سوندای کوچک قرار دارد که شامل آلور و تیمور در نزدیکی آن می‌شود، اما از نظر سیاسی بخشی از جزایر ملوک است. در جنوب، در سراسر تنگه وتار، جزیره تیمور قرار دارد. در نزدیک‌ترین حالت ۵۰ کیلومتر دورتر در غرب، در سراسر تنگه امبای، جزیره آلور قرار دارد. در جنوب غربی جزیره بسیار کوچک لیران قرار دارد که همچنین بخشی از ناحیه غربی وتار (Kecamatan Wetar Barat) و در جنوب غربی جزیره کوچک تیمور شرقی آتائورو است. در شمال دریای باندا و در شرق جزایر رومنگ و دامار قرار دارند، در حالی که در جنوب شرقی دیگر جزایر اصلی جزایر بارات دایا قرار دارند. با احتساب لیران و دیگر جزایر کوچک فراساحلی، وتار ۳۹۴۰ کیلومتر 2 مساحت دارد و در سال ۲۰۱۰، جمعیت آن ۷۹۱۶ نفر و در سرشماری ۲۰۲۰، جمعیت آن ۸۶۲۲ نفر بود. برآورد رسمی در میانهٔ سال ۲۰۲۲، ۸۶۶۰ بود. از نظر اداری، وتار به چهار ناحیه (ککاماتان) از ناحیه ملوک بارات دایا تقسیم می‌شود.
وتار یکی از ۹۲ جزیره دورافتاده اندونزی است که به‌طور رسمی فهرست شده است.